# Universidad de Cádiz
La Universidad de Cádiz es la universidad pública de la provincia de Cádiz, en la comunidad autónoma española de Andalucía. Fue fundada en el año 1979. En ella se ofertan 61 titulaciones, estudian 20.798 alumnos y trabajan 1.698 profesores y 715 profesionales de administración y servicios.
Actualmente la universidad es una de las máximas instituciones de la provincia de Cádiz, jugando un papel esencial en su economía. Dado su carácter abierto, cosmopolita y su proyección atlántica acoge a estudiantes de los cinco continentes con importantes convenios de intercambio con universidades hispanoamericanas, inglesas, rusas y africanas. Igualmente también forma parte del Programa Europeo Erasmus y lidera el consorcio de universidades europeas Sea-EU.
Entre sus aspectos peculiares podemos destacar la especialización que tiene la universidad en las disciplinas de ciencias del mar, ciencias náuticas e ingenierías navales. Todas ellas se imparten en el Centro Andaluz Superior de Estudios Marinos (CASEM), situado en el Campus de Puerto Real.
Tiene un Centro Superior de Lenguas Modernas gestionado por la FUECA (Fundación Universidad Empresa de la provincia de Cádiz), en el que ofrecen estudios de inglés, francés, italiano, alemán, árabe marroquí, portugués, japonés, ruso, chino y español para extranjeros, además de cursos de Metodología para la Enseñanza de Lenguas Extranjeras así como diversos cursos específicos de formación en idiomas para el personal de la propia universidad y que mantiene programas conveniados con numerosas universidades y entidades nacionales y extranjeras.

## Historia

### Antecedentes
Los antecedentes e inspiración de la universidad se sitúan siglos atrás:
- Colegio de Pilotos Vizcaínos de los Mares de Levante y Poniente (siglo XV).[9]
- Observatorio Astronómico: primero situado en Cádiz, luego en San Fernando. Primer observatorio de España.[10]
- Asamblea Amistoso-Literaria: predecesora de la Academia de las Ciencias.
- Real Colegio de Cirugía de la Armada (1745) (creado por Pedro Virgili a partir del Colegio de Practicantes de Lacomba) primera institución de Europa en conceder el título de médico-cirujano, formando a sus alumnos en ambas disciplinas, que estaban separadas hasta entonces: la primera en universidades y la segunda en colegios.[11] Esta novedad fue adoptada más adelante por el resto de Europa.[12]
- Escuela Libre de Derecho y Escuela de Comercio.

En 1913 se habló de la posibilidad de crear una Universidad en Cádiz, este proyecto no se llegó a materializar hasta finales de los 70

### Fundación
En el Pleno del Senado del 16 de octubre de 1979 se aprobó la creación de la Universidad de Cádiz. Fue fundada el 30 de octubre de 1979, día en el que se produjo la apertura del curso en un acto que tuvo lugar en el Colegio Mayor Universitario de Cádiz con una primera lección, "Cajal, análisis literario de un carácter", por el profesor Gómez Sánchez.

Se crea la Universidad de Cádiz, que constará inicialmente de las Facultades de Ciencias y Medicina, Escuelas Universitarias de Estudios Empresariales, de Profesorado de Educación General Básica, de Ingeniería Técnica Industrial, de Ingeniería Técnica Naval y de Enfermería, existentes en Cádiz, y las de Ingeniería Industrial de Algeciras y de Estudios Empresariales de Jerez de la Frontera, actualmente dependientes todas ellas de la Universidad de Sevilla y de la facultad de Filosofía y Letras y la de Derecho (ésta con sede en Jerez de la Frontera) de nueva creación.
Artículo 2, Ley 30 octubre 1979, núm. 29/79 (Jefatura del Estado) UNIVERSIDADES. Crea las de Alicante, Cádiz y León y Politécnica de Las Palmas

A cargo de la nueva universidad estuvo Felipe Garrido, hasta la celebración de las primeras elecciones a rector en 1984.
No obstante, muchos de los centros que se integraron en ella ya existían anteriormente, tanto como escuelas independientes como pertenecientes a otras universidades, como la E.U. de Estudios Empresariales y Administración Pública de Jerez integrada a la Universidad de Sevilla en 1972 o el colegio de Jesuitas en la Universidad Literaria de Sevilla en 1785.
Su facultad más antigua es la de Medicina, heredera directa del Real Colegio de Cirugía de Cádiz fundado en 1748, el primer centro de Europa que combinó medicina y cirugía en el mismo centro. Aunque los estudios de Navegación Marítima son también centenarios y de origen anterior a la propia universidad.

### Primeros años
En marzo de 1984, la universidad distingue al rey Juan Carlos I con la Medalla de Oro. En mayo de 1985 se produce la investidura de Rafael Alberti y Antonio Domínguez Ortiz como Doctores honoris causa. Y en noviembre del mismo año se inaugura la localización del rectorado, en la Casa de los Cinco Gremios, hasta que se traslada en 2019 al edificio del antiguo Gobierno Militar, Centro Cultural Reina Sofía.
Los estatutos se aprueban en febrero de 1986.

### De finales de 1986 a comienzos de 2003
La universidad aumenta sus titulaciones ofertadas. Se crea la Diplomatura en Informática, la Licenciatura en Ciencias del Mar, las Licenciaturas en Filologías (Clásica, Francesa, Árabe), el segundo ciclo de Económicas y Empresariales y la Ingeniería Técnica en Obras Públicas. El Hospital Universitario de Puerto Real comienza a funcionar.
En mayo de 1994 se coloca la primera piedra en el antiguo Hospital Moreno de Mora, actual Facultad de Ciencias Económicas y Empresariales. En 1992 se crea el Centro Andaluz Superior de Estudios Marinos.
En 1998 se crea la Fundación Universidad Empresa de la Provincia de Cádiz (FUECA), cuyo trabajo por acercar los mundos laboral y universitario fue reconocido al cabo de años. En este periodo se inviste como doctor honoris causa a Fernando Quiñones Chozas. Comienzan las obras para el actual Campus de la Asunción.
A finales del mandato de Guillermo Martínez Massanet se aprueba la Carta Magna de la universidad, entrando en vigor en el mandato de Diego Sales.

### Desde 2003

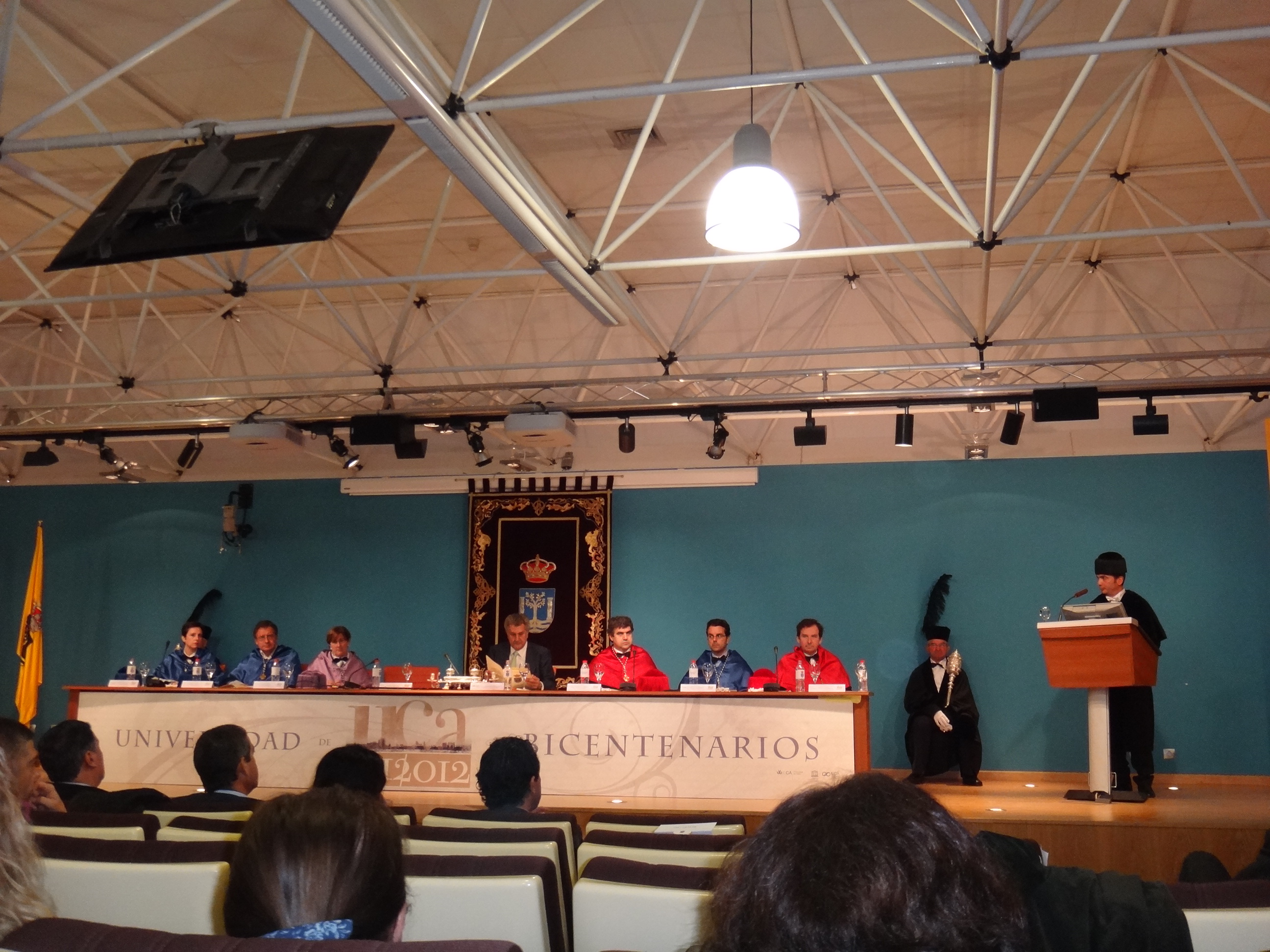
Rector Eduardo González Mazo

Se crea la página web oficial de la universidad. Además, el campus virtual va cobrando mayor importancia con el paso de los años, en un principio con la plataforma WebCT y posteriormente una versión de Moodle (software libre) desarrollada internamente. Para facilitar el trabajo docente, Google Meet se integró en Moodle.
Con motivo del bicentenario de la Constitución de 1812, se gestan distintas iniciativas académicas y científicas para concretarlas en programas y actividades relacionadas con esta efeméride.

## Rectores

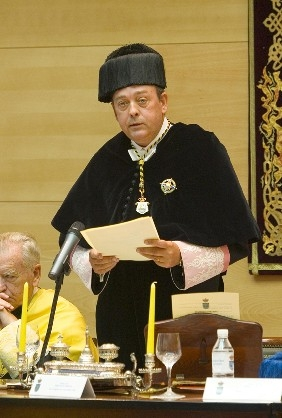
Rector Diego Sales Márquez

A lo largo de su historia, la Universidad de Cádiz ha tenido un presidente (Garrido) y siete rectores. A continuación se detallan sus mandatos:
- Felipe Garrido, catedrático de Cirugía, que hasta entonces era Vicerrector para Cádiz de la Universidad de Sevilla (de octubre de 1979 a febrero de 1984).
- Mariano Peñalver Simó, catedrático de Filosofía, es elegido en las primeras elecciones (de febrero de 1984 a junio de 1986).[22]
- José Luis Romero Palanco, catedrático de Medicina Legal (de septiembre de 1986 a enero de 1995).
- Guillermo Martínez Massanet, catedrático de Química Orgánica (de enero de 1995 a abril de 2003).
- Diego Sales Márquez, catedrático de Ingeniería Química (de mayo de 2003 a junio de 2011).
- Eduardo González Mazo, catedrático de Química Física (de junio de 2011 a mayo de 2019)[23]
- Francisco Piniella Corbacho, catedrático de Ciencias y Técnicas de la Navegación (de mayo de 2019 a enero de 2024).
- Casimiro Mantell Serrano, catedrático de Ingeniería Química (desde enero de 2024).

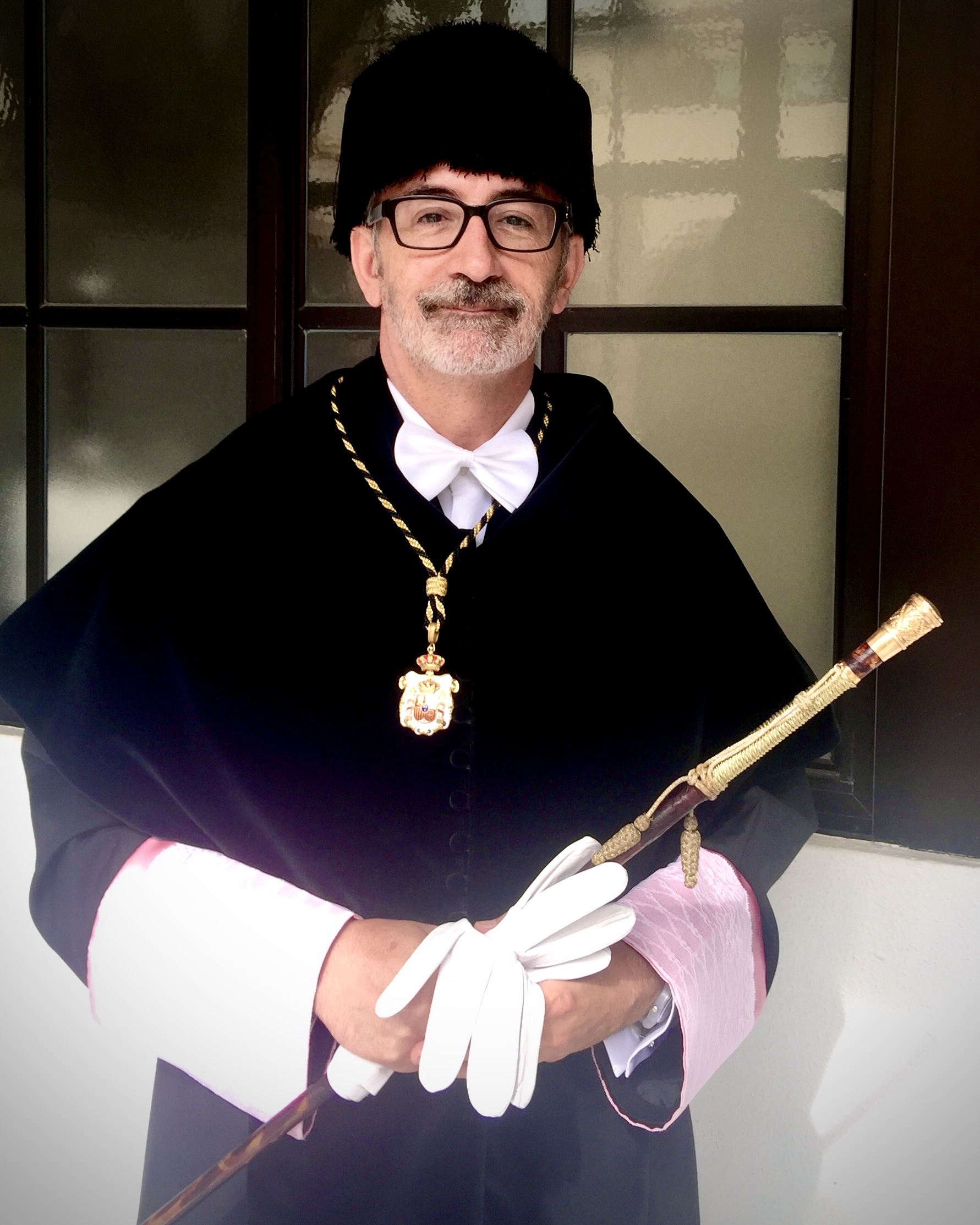
Rector Francisco Piniella

## Campus
La Universidad de Cádiz tiene sus centros repartidos en cuatro campus.

### Campus Bahía de Algeciras
Este campus se encuentra principalmente en la ciudad de Algeciras. Imparte formación orientada las necesidades de la comarca del Campo de Gibraltar. Cuenta con la Facultad de Enfermería, la Escuela Técnica Superior de Ingeniería (Politécnica) donde se encuentran la Biblioteca y servicios centrales del Campus. En el edificio del Campus Tecnológico de Algecirasse imparten la formación de Derecho, Empresariales y Trabajo Social. Cuenta con un centro de Investigación 'Centro de Innovación UCA-SEA en el Lago Marítimo de Algeciras. En la ciudad de La Línea de la Concepción se encuentra la Escuela Universitaria adscrita de Magisterio "Virgen de Europa".

### Campus de Cádiz
El Campus de Cádiz es un campus abierto situado principalmente en el casco antiguo. En él se desarrollan los estudios de medicina y sociohumanística. En sus proximidades se localizan el Gran Teatro Falla, la Playa de La Caleta, el Parque Genovés, la Alameda Apodaca y los castillos de Santa Catalina y San Sebastián.
En este campus se encuentra la Facultad más antigua de la UCA, la de Medicina, así como la Facultad de Filosofía y Letras y la Facultad de Ciencias Económicas y Empresariales. También está el rectorado y muchos de sus servicios como el Centro de Lengua y Cultura Rusas 'Instituto Pushkin'. Algunos como el Colegio Mayor Beato Diego José de Cádiz se han reabierto, mientras la residencia de El Olivillo está a la espera de financiación para reabrirse.

### Campus de Jerez de la Frontera
El campus de Jerez, también conocido como Campus de la Asunción, está compuesto por la Facultad de Ciencias Sociales y de la Comunicación, por la Facultad de Derecho y por sedes de la Facultad de Ciencias Económicas y Empresariales y de la Facultad de Enfermería. Se sitúa en el barrio de la Asunción, en el centro-este de la ciudad. Anteriormente existió un segundo complejo situado en la antigua Facultad de Derecho, en el norte de la ciudad, compuesto por las Escuelas adscritas de Trabajo Social, Turismo y Relaciones Laborales.

### Campus de Puerto Real
Situado en el término municipal de Puerto Real, en el parque natural de la Bahía de Cádiz, su edificio principal es el Centro Andaluz Superior de Estudios Marinos. Allí se encuentran las facultades de Ciencias de la Educación, Ciencias, el Complejo Deportivo y la Escuela Superior de Ingeniería.
La UCA es la única universidad en Andalucía, y de las pocas en España, en las que se imparte la titulación de Ciencias del Mar (destacando el Centro Andaluz de Investigaciones Vitivinícolas)

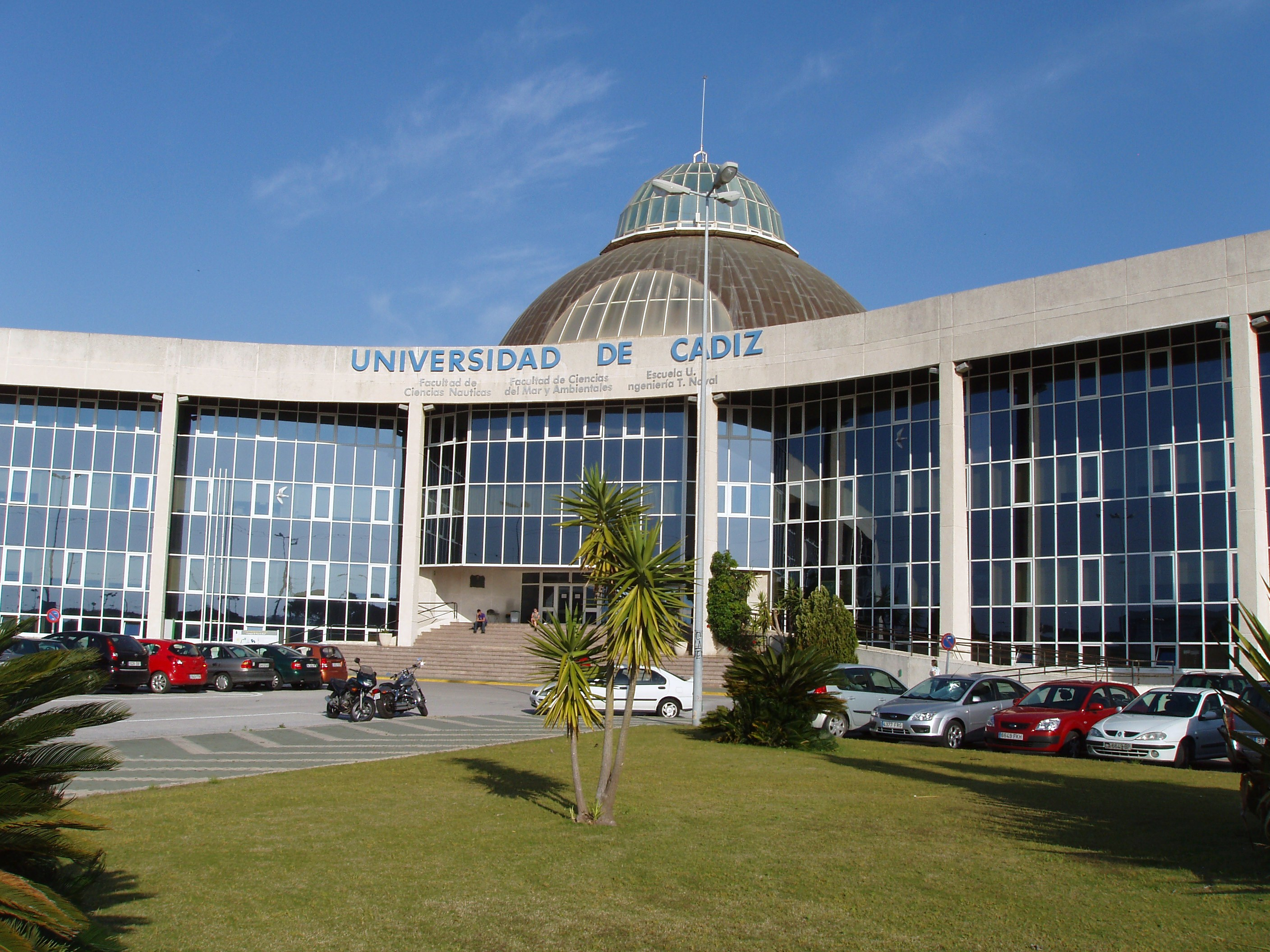
Centro Andaluz Superior de Estudios Marinos en el Campus de Puerto Real
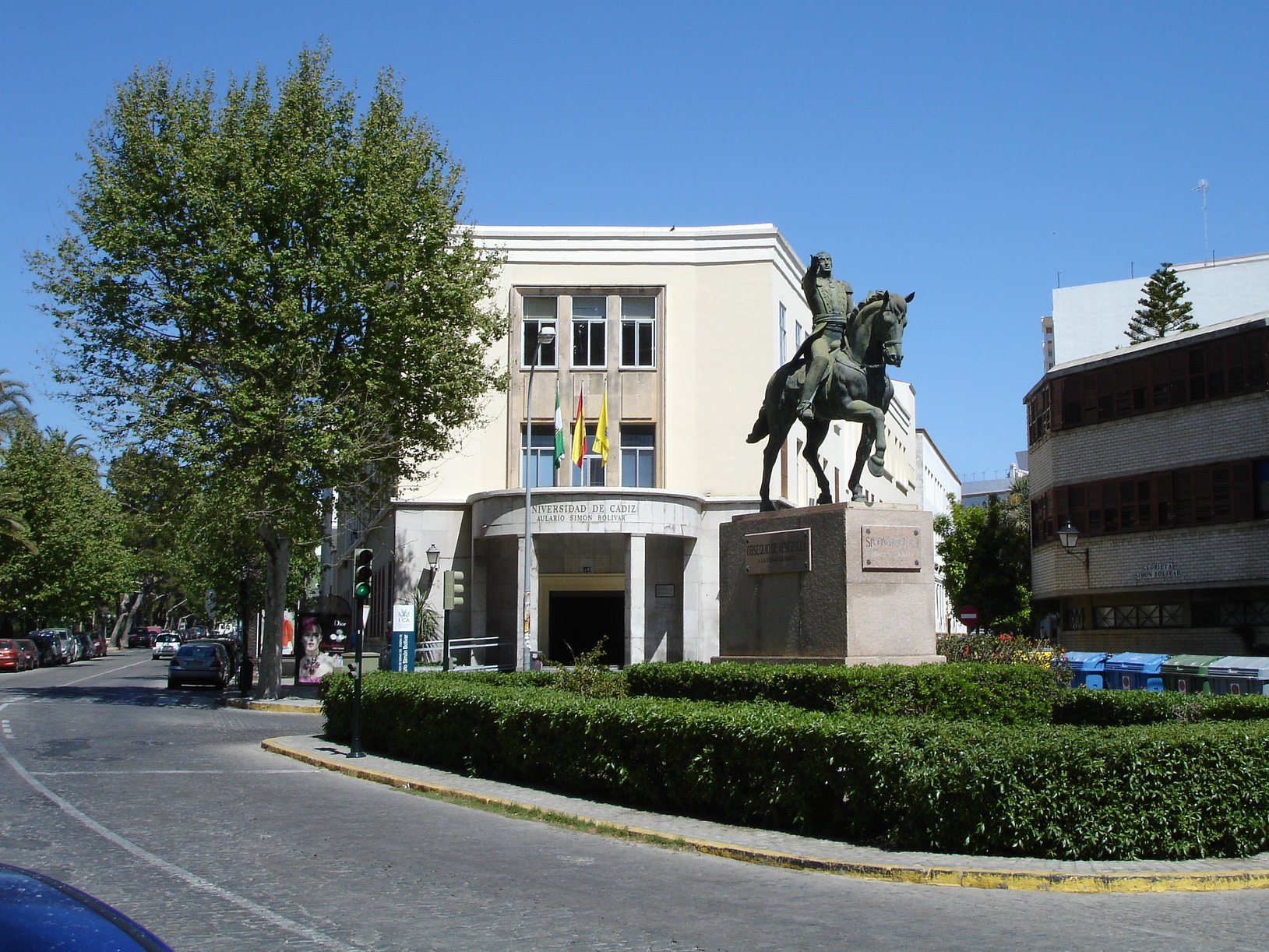
Aulario Simón Bolívar, Campus de Cádiz
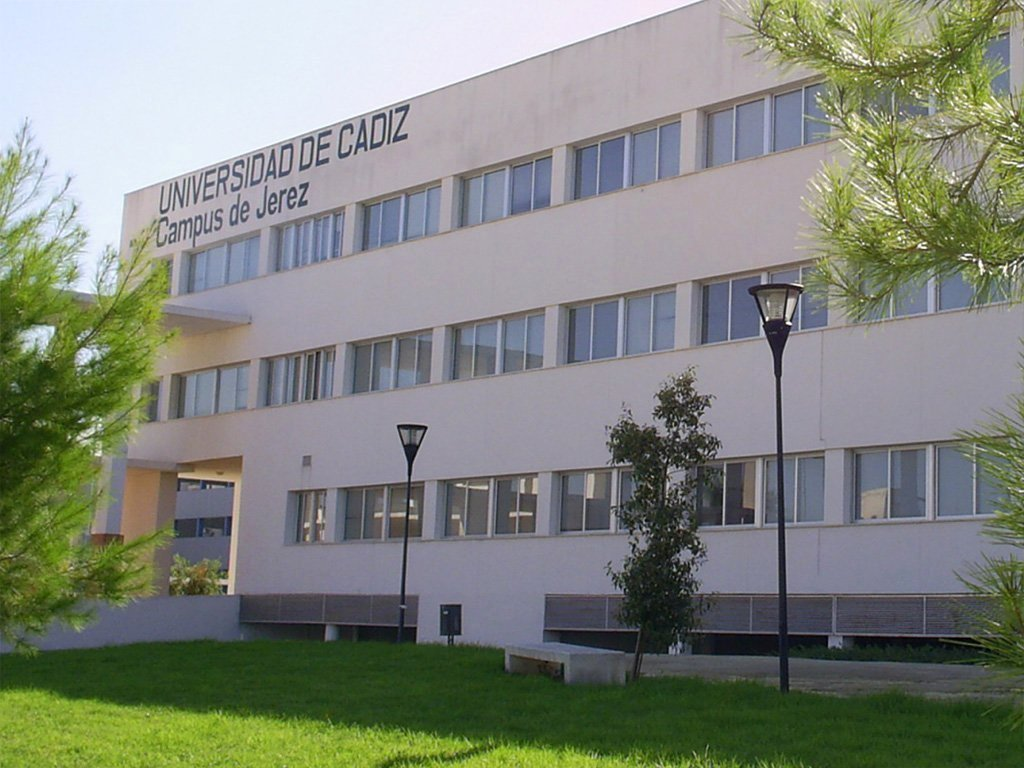
Campus de Jerez
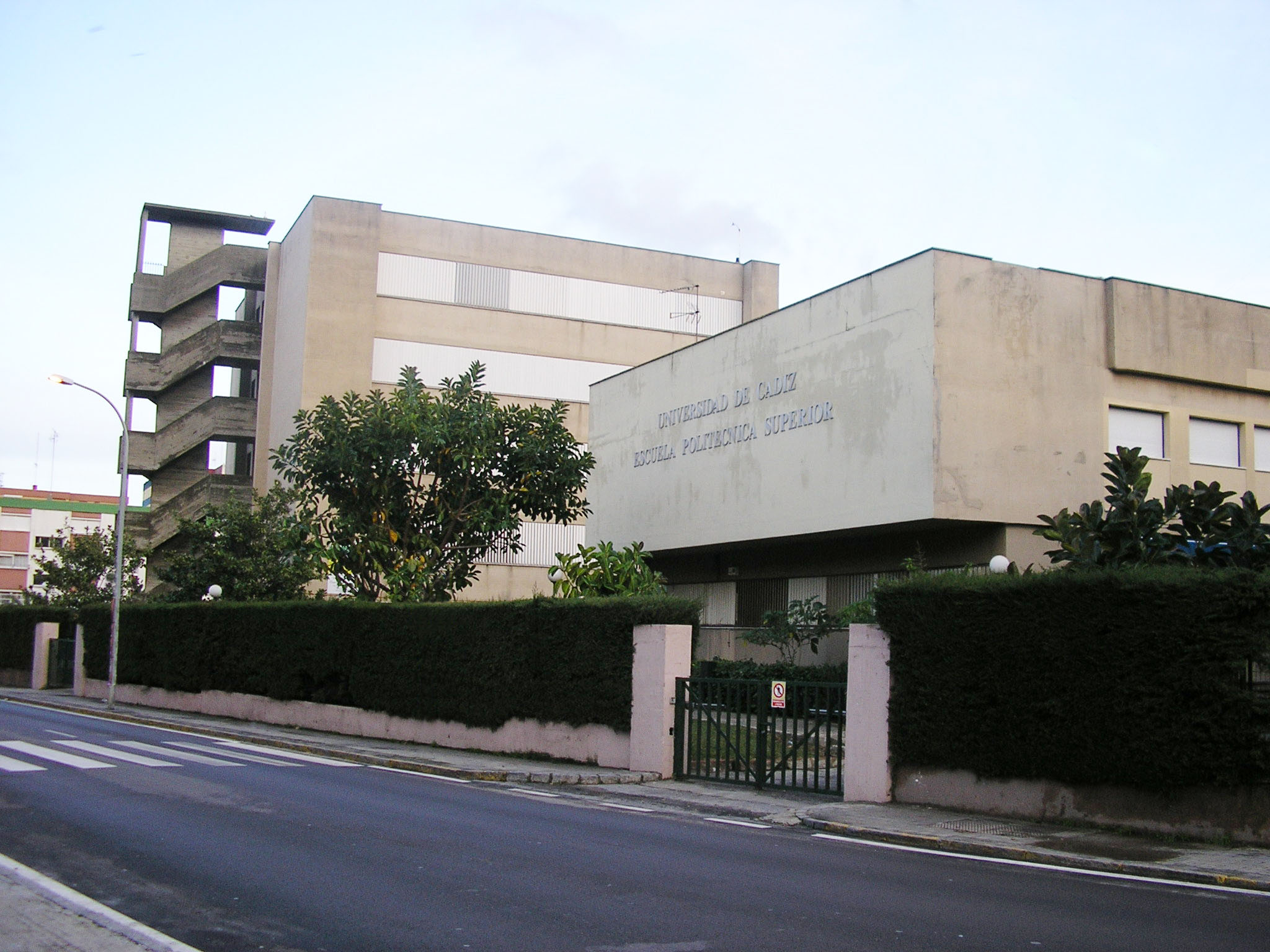
Campus de Algeciras

## Centros adscritos
Los centros adscritos a la Universidad de Cádiz son los siguientes:
- Escuela Universitaria de Enfermería "Salus Infirmorum" (Cádiz)[36]
- Escuela Universitaria de Relaciones Laborales (Jerez)[37]
- Escuela Universitaria de Estudios Jurídicos y Económicos "Francisco Tomás y Valiente" (Algeciras)
- Centro Universitario de Estudios Superiores (Algeciras)
- Escuela Universitaria de Relaciones Laborales, Trabajo Social y Turismo (Algeciras)
- Escuela Universitaria de Formación del Profesorado "Virgen de Europa" (La Línea de la Concepción)

## Cátedras
La Universidad cuenta con diversas cátedras, entre ellas: 
- Cátedra Jean Monnet: Inmigración y Fronteras.
- Cátedra Navantia.
- Cátedra Veterinaria.
- Cátedra Verinsur.
- Cátedra Andalucía Emprende.
- Cátedra Fundación CEPSA.
- Cátedra UNESCO de Evaluación, Innovación y Excelencia en Educación (EVINNEX), publicada en BOUCA 278.

## Servicios

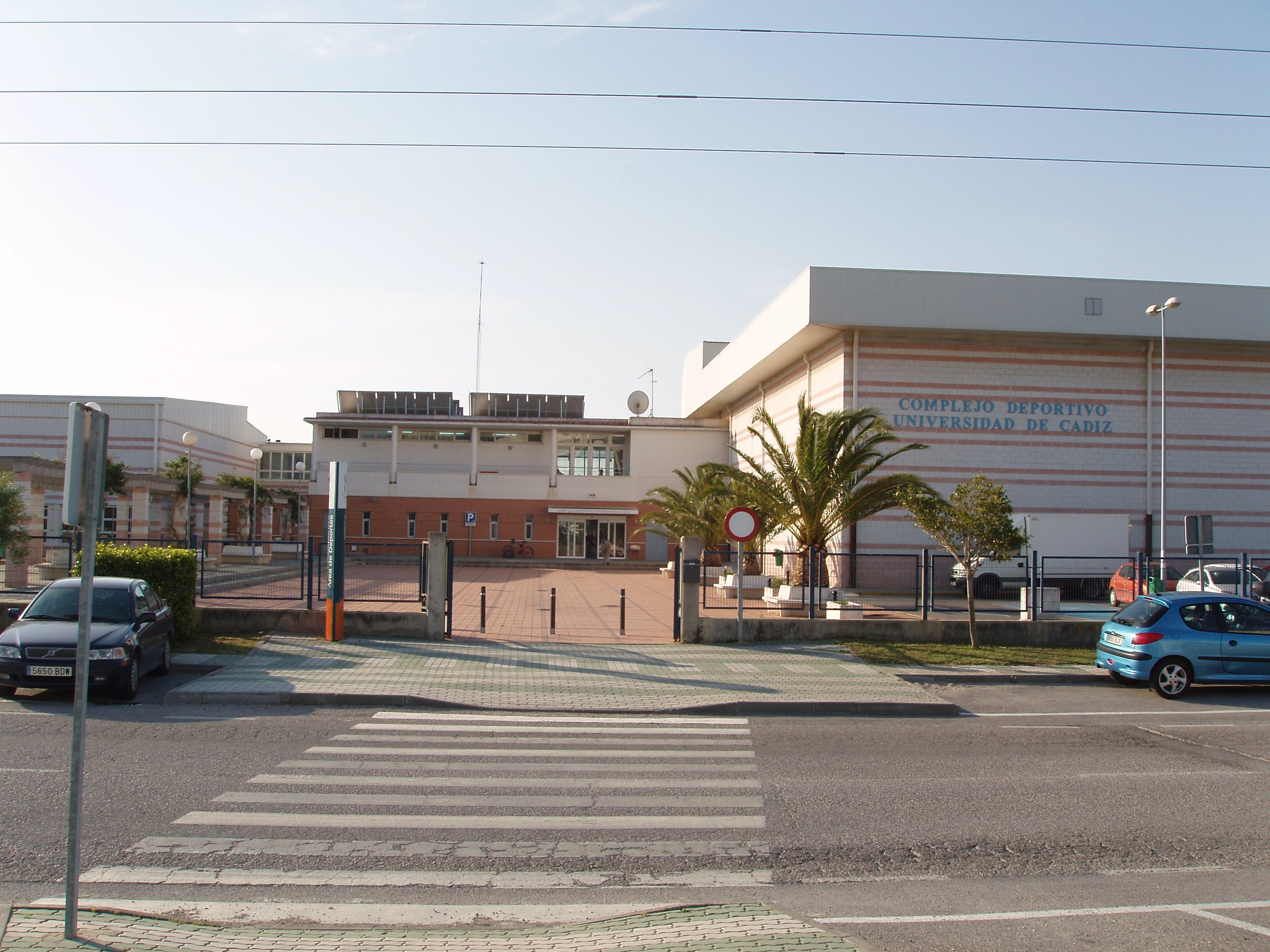
Complejo Deportivo Universidad de Cádiz en el Campus de Puerto Real.

La universidad dispone en el Campus de Puerto Real de un Complejo Deportivo donde los alumnos pueden practicar diversos deportes. La práctica totalidad de sus instalaciones tienen conexión inalámbrica a Internet desde cualquier punto (ucAir), usando un ordenador portátil o uno de los disponibles para préstamo en sus bibliotecas (estos últimos incorporan exclusivamente software libre, concretamente SUSE Linux).
El Servicio de Publicaciones es la editorial de la Universidad de Cádiz. Tiene encomendada la edición y publicación de la producción científica, docente, técnica y cultural. Sus fines son contribuir, mediante la producción editorial, al avance de la educación, la enseñanza, la investigación y la cultura en el seno de la Universidad de Cádiz.
Se rige por un Reglamento específico publicado en BOUCA n.º 166, de noviembre de 2013. Al Servicio de Publicaciones es aplicable también la normativa superior, especialmente, los Estatutos de la Universidad de Cádiz. Como editorial, al Servicio de Publicaciones le son de aplicación las leyes específicas de esta actividad, especialmente la Ley de Propiedad Intelectual y la Ley del Libro. En la Web del Ministerio de Cultura pueden consultarse las distintas normativas al respecto.
La biblioteca de la UCA ha sido la primera en España en recibir el sello de calidad 500+, y colabora en la conservación de archivos de su entorno, con el legado de la arqueóloga gaditana Josefa Jiménez Cisneros y el de la naviera José Matia Calvo.
También, la universidad dispone de un equipo de supercomputación para ayuda a la investigación desde mediados de 2007 (financiado con fondos FEDER), de arquitectura clúster, compuesto de 80 nodos biprocesadores de doble núcleo (total 320 núcleos) y 640 GB de memoria, llegando a los 3,8 TFlops. El sistema funciona con SUSE Linux Enterprise Server 10.
Para agilizar el proceso de matriculación, todos los Campus tienen habilitadas aulas de automatrícula. En ellas, personal autorizado asesora a los alumnos para agilizar su tramitación.
La Universidad cuenta con un Aula Universitaria del Estrecho, un Aula Iberoamericana y un aula hispano-rusa para potenciar las relaciones con el Magreb, Iberoamérica y Europa del este (principalmente Rusia).
Así mismo, la Universidad es coordinadora del proyecto Flamenco en red.
Entre los servicios de orientación laboral, la Universidad de Cádiz cuenta con una unidad de fomento e impulso de la cultura emprendedora, la Cátedra de Emprendedores de la Universidad de Cádiz.

## Software libre

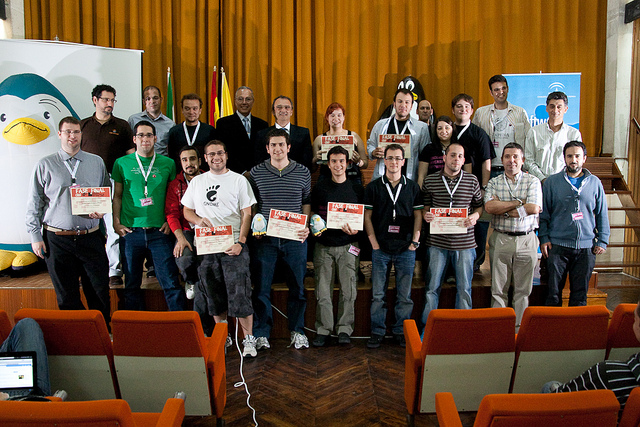
Fase final del CUSL4

Esta institución fue una de las primeras universidad españolas (y la primera de Andalucía) en tener una Oficina de Software Libre, la OSLUCA (www.uca.es/softwarelibre). Esta oficina ha organizado varias jornadas propias (2004: I, 2005: II, 2006: III y 2009: IV), y ha sido responsable de la organización del FLOSS International Conference.
Además, la universidad otorga el Premio Local de Cádiz del Concurso Universitario de Software Libre.

## Educación, Gestión y Voluntariado Ambiental
La Universidad de Cádiz, como institución pública, desde la Dirección General de Servicios y Acción Solidaria, asume la responsabilidad de poner en marcha la Oficina Verde (www.uca.es/oficinaverde) como instrumento de acción para avanzar hacia el desarrollo sostenible, promoviendo un modelo de desarrollo socioeconómico más justo y compatible con el equilibrio natural.
Sus objetivos son los siguientes:
- Diseñar un Sistema de Gestión Ambiental basado en la Norma ISO14001.
- Promover el Voluntariado Ambiental.
- Sensibilizar y educar a la comunidad universitaria en la protección del Medio Ambiente.
- Creación de puntos de información de todas las actividades ambientales de la UCA

La oficina como tal, se encuentra en el Aulario la Bomba (Paseo de Carlos III, N.º 3) y desarrolla actualmente un gran número de cursos y jornadas pensadas para fomentar la educación, gestión y el voluntariado ambiental entre los alumnos y empleados de la Universidad de Cádiz.

## Internacionalizacion

### Universidades asociadas
La Universidad de Cádiz participa en el Programa Europeo Erasmus y participa en programas de intercambio con muchas universidades europeas e iberoamericanas, entre ellas:
- Universidad Carl von Ossietzky en Oldenburg
- Universidad de Wurzburgo
- Universidad de Greifswald
- Universidad Friburgo Albert Ludwigs
- Universidad Giessen Justus Liebig
- Universidad de Marburgo
- Universidad de Ciencias Aplicadas de Múnich
- Universidad Bundeswehr de Múnich
- Universidad de Wurzburgo Julius Maximilians
- Universidad de Augsburgo

### campus interuniversitario europeo
La Universidad de Cádiz coordina el campus interuniversitario europeo The European University of the Seas (SEA-EU)

## Otros servicios
La UCA tiene otros muchos servicios, para fomentar el empleo, atender a la discapacidad o una Coral entre otros.
Su División de Microscopía Electrónica está incluida en el Mapa de Infraestructuras Científicas Singulares de España

## Medalla de Oro

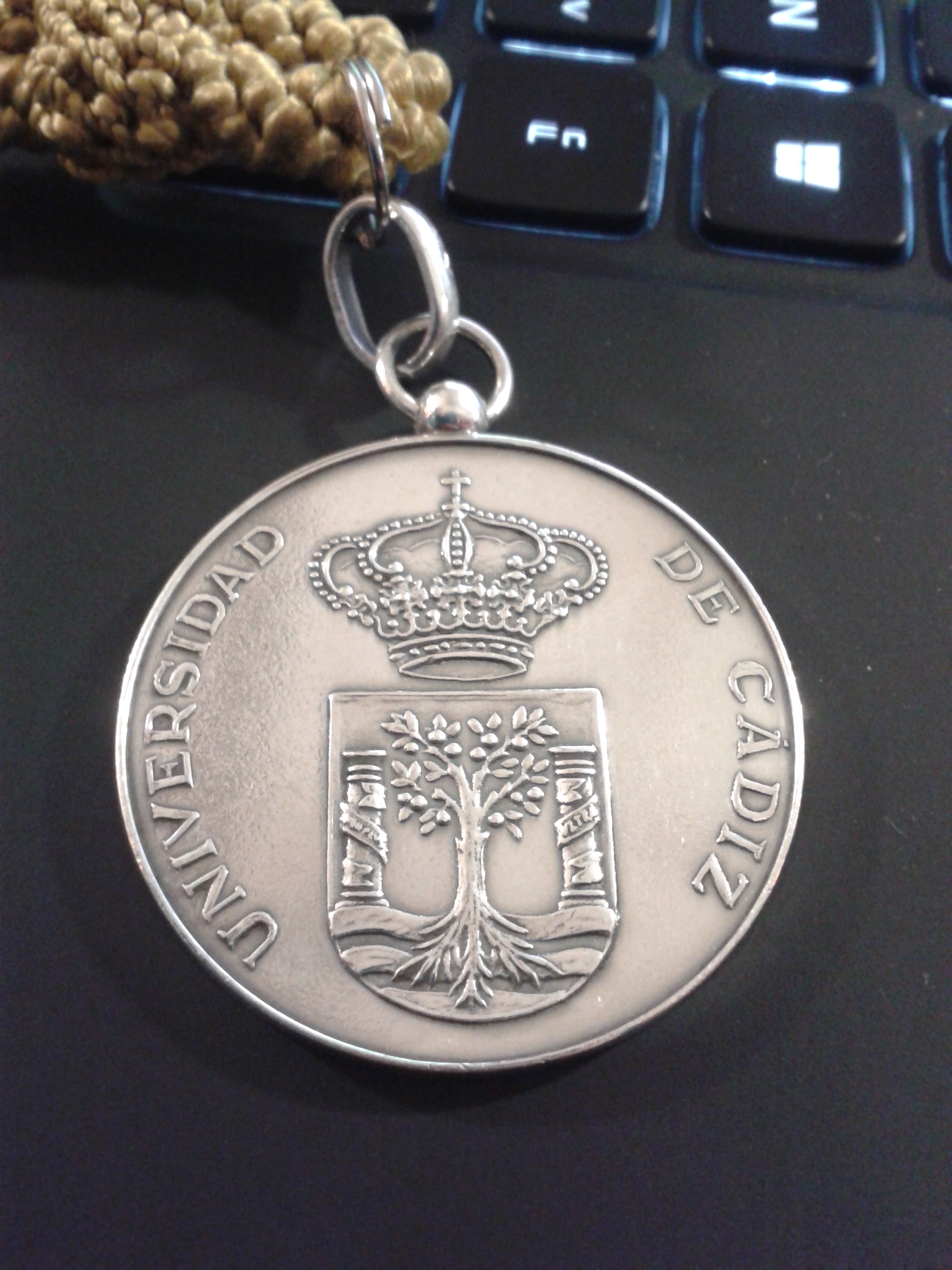
Medalla de Plata de la Universidad

La Universidad destaca a personalidades influyentes con la Medalla de Oro de la Universidad de Cádiz mientras que a los trabajadores que llevan 25 años se les entrega la medalla de plata.

## Honoris causa
Lista parcial de doctores honoris causa por la Universidad de Cádiz:
| - William W.L. Glenn (1981) - Dietrich E. Wilhelm Trincker (1982) - Andrés Segovia Torres (1982) - Rafael Alberti Merello (1985) - Gonzalo Muñoz Arroyo (1995) - Antonio Domínguez Ortiz (1985) - Adolfo Sánchez Vázquez (1987) - José Ignacio Barraquer Moner (1987) - Fernando Quiñones Chozas (1998) - Manuel Clavero Arévalo (2000) | - Andrés Fernández Díaz (2004) - José Manuel Caballero Bonald (2004) - Miguel Ángel Ladero Quesada (2004) - Margarita Salas Falgueras (2004) - Carlos Castilla del Pino (2004) - Salustiano del Campo (2006) - Paco de Lucía (2007) - Juan de Dios Ramírez Heredia (2008) - Takashi Asano (2008) - Marcelino Camacho Abad (2008) | - Nicolás Redondo Urbieta (2008) - Gil Carlos Rodríguez Iglesias (2009) - Jordi Solé Tura, Gabriel Cisneros, Miguel Herrero y Rodríguez de Miñón, José Pedro Pérez-Llorca, Manuel Fraga Iribarne, Gregorio Peces-Barba y Miquel Roca i Junyent - Valentín Fuster y James Willerson - Daniel Pauly (2014) - Francisco Miguel Camacho Martínez (2018) - Eduardo Balguerías Guerra (2018) |

## Excelencia
La Universidad de Cádiz ha recibido los siguientes galardones
- premio Gaditano del Año 2018[66]

En lo referente  a rankings, desde 2016 aparece en el Global Ranking of Academic Subjects Ranking, destacando:
- 2016: se incorpora a este ranking en el área de Actividad Física y Deporte[67]
- 2017: aparece por primera vez entre las 400 mejores universidades del mundo en Ciencia e Ingeniería Ambiental[68]
- 2018: entre las 400 mejores del mundo en Oceanografía, Ingeniería Química, Matemáticas e Ingeniería Ambiental[69]